# Suite de Cauchy
Pour les articles homonymes, voir Cauchy et Critère de Cauchy.

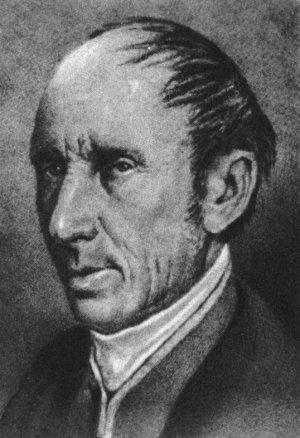
Augustin Louis Cauchy.

En analyse mathématique, une suite de Cauchy est une suite de réels, de complexes, de points d'un espace métrique ou plus généralement d'un espace uniforme, dont les termes se rapprochent les uns des autres. Ces suites sont celles susceptibles de converger. Elles sont au centre de la définition de la complétude. Les suites de Cauchy portent le nom du mathématicien français Augustin Louis Cauchy.
Cette notion se généralise, dans un espace uniforme, par celles de filtre de Cauchy et de suite généralisée de Cauchy.

## Suite réelle ou complexe de Cauchy
Une suite {\displaystyle (r_{n})} de réels ou de complexes est dite de Cauchy, ou vérifie le critère de Cauchy, lorsque les termes de la suite se rapprochent uniformément les uns des autres en l'infini au sens où :
Cette dernière condition se réécrit classiquement à l'aide de quantificateurs universels et existentiels :
L'uniformité dans la définition est importante : il ne suffit pas que la différence des termes consécutifs d'une suite tende vers {\displaystyle 0} pour que cette suite soit de Cauchy. Par exemple, la suite {\displaystyle (H_{n})} des sommes partielles de la série harmonique vérifie {\displaystyle H_{n+1}-H_{n}={\frac {1}{n+1}}\to 0} mais {\displaystyle (H_{n})} n'est pas de Cauchy ni même bornée, puisqu'elle tend vers {\displaystyle +\infty }.
| - Les points bleus représentent une suite de Cauchy : ses termes tendent à se rapprocher les uns des autres. - Ici, les points bleus ne représentent pas une suite de Cauchy : ses termes ne se rapprochent pas les uns des autres. |

## Critère de Cauchy
Critère de Cauchy — Une suite de nombres réels converge dans {\displaystyle \mathbb {R} } si (et seulement si) c'est une suite de Cauchy.
Remarque: ce critère s'étend à {\displaystyle \mathbb {R} ^{n}} (voir infra), en particulier à {\displaystyle \mathbb {C} ^{n}\simeq \mathbb {R} ^{2n}}.

## Suite de Cauchy dans un espace métrique

### Définition
Une suite {\displaystyle (x_{n})_{n\in \mathbb {N} }} dans un espace métrique {\displaystyle (E,d)} est dite de Cauchy si :
ce qui équivaut à
ou plus synthétiquement, si
ou encore si le diamètre de l'ensemble des termes d'indices supérieur à {\displaystyle n} tend vers {\displaystyle 0} quand {\displaystyle n} tend vers l'infini :
Les suites de Cauchy de réels sont donc un cas particulier de cette définition, en prenant, comme distance sur {\displaystyle \mathbb {R} }, la valeur absolue de la différence.
Les inégalités autres que {\displaystyle \varepsilon >0} peuvent être prises indifféremment larges ou strictes.
Intuitivement, les termes de la suite deviennent de plus en plus proches les uns des autres d'une certaine façon qui suggère que la suite doit avoir une limite dans l'espace. Les suites convergentes sont effectivement de Cauchy, mais la réciproque n'est pas vraie en toute généralité. Par exemple, certaines suites de Cauchy de rationnels convergent vers un irrationnel, donc convergent dans {\displaystyle \mathbb {R} } mais pas dans {\displaystyle \mathbb {Q} }.
Exemple (sans supposer connu le corps des réels) : s'inspirant de la méthode de Héron, on construit une suite décroissante de rationnels positifs {\displaystyle x_{n}} dont les carrés tendent vers {\displaystyle 2} : {\displaystyle x_{0}={\tfrac {3}{2}},\,x_{n+1}={\tfrac {x_{n}}{2}}+{\tfrac {1}{x_{n}}}}. La suite {\displaystyle (x_{n}^{2})_{n\in \mathbb {N} }} est de Cauchy (car convergente) et minorée par {\displaystyle 1}. On en déduit facilement que la suite de rationnels {\displaystyle (x_{n})_{n\in \mathbb {N} }} est également de Cauchy. Cependant elle n'a pas de limite rationnelle, car une telle limite {\displaystyle \ell } devrait vérifier {\displaystyle \ell ^{2}=2}, or la racine carrée de 2 est irrationnelle.
C'est la raison pour laquelle un espace métrique dans lequel toute suite de Cauchy converge est dit complet. L'ensemble des réels est complet, et une construction standard de cet ensemble utilise les suites de Cauchy de rationnels.

### Propriétés
- Dans un espace métrique, toute suite convergente est de Cauchy[1].La réciproque n'est vraie que dans un espace complet, par exemple un espace de Banach, comme un espace vectoriel réel de dimension finie, muni de la distance associée à n'importe quelle norme.
- Toute suite de Cauchy est bornée[1].
- Une suite de Cauchy a au plus une valeur d'adhérence et si elle en a une, alors elle converge[1].
- Toute sous-suite d'une suite de Cauchy est, elle-même, une suite de Cauchy.
- Toute suite de Cauchy admettant une sous-suite convergente est convergente.
- L'image d'une suite de Cauchy par une application uniformément continue est de Cauchy[1].
- Dans l'espace des suites bornées à valeurs dans un espace métrique {\displaystyle E}, muni de la distance uniforme, les suites de Cauchy forment un fermé ; si {\displaystyle E} est un espace vectoriel normé, ce fermé est un sous-espace vectoriel de l'espace des suites bornées ; si E est une algèbre normée, ce sous-espace est une sous-algèbre de l'algèbre des suites bornées[1].
- Si une suite {\displaystyle (x_{n})} est de Cauchy alors {\displaystyle d(x_{n},x_{n+1})\to 0}. Dans un espace ultramétrique, la réciproque est vraie[4].

### Approche non standard
En analyse non standard, pour un espace métrique standard {\displaystyle (X,d)}, il existe une définition équivalente mais pratique de la notion de suite de Cauchy.
- Dans un espace métrique standard {\displaystyle (X,d)}, une suite standard x est de Cauchy si et seulement si pour tous entiers naturels non standards {\displaystyle p} et {\displaystyle q}, le réel {\displaystyle d(x_{p},x_{q})} est infiniment petit :

En effet, si {\displaystyle (x_{n})} est une suite de Cauchy, alors pour tout réel {\displaystyle \varepsilon >0}, il existe un entier {\displaystyle N(\varepsilon )} tel que pour tous {\displaystyle p,q>N}, on a : {\displaystyle d(x_{p},x_{q})<\varepsilon }. Si {\displaystyle \varepsilon } est un réel standard, le principe de transfert permet d'imposer à {\displaystyle N(\varepsilon )} d'être un entier standard car la suite {\displaystyle (x_{n})} est standard. Or tout entier naturel non standard est strictement plus grand que tout entier naturel standard. Donc, si p et q sont des entiers non standards, ils sont plus grands que tous les {\displaystyle N(\varepsilon )}. De suite, {\displaystyle d(x_{p},x_{q})} est strictement inférieur à tous les réels standards strictement positifs ; c'est donc un infiniment petit.
Réciproquement, supposons que pour tous entiers non standards {\displaystyle p} et {\displaystyle q}, le réel {\displaystyle d(x_{p},x_{q})} est un infiniment petit. Fixons dans un premier temps N un entier non standard. Tout entier plus grand que N est aussi non standard. Soit {\displaystyle \varepsilon >0} un réel standard. Alors pour  {\displaystyle p,q>N}, on a : {\displaystyle d(x_{p},x_{q})<\varepsilon }. De fait, l'assertion suivante :
est vérifiée pour tout réel standard strictement positif {\displaystyle \varepsilon }. Par principe de transfert, elle est vérifiée pour tout {\displaystyle \varepsilon >0}, ce qui signifie exactement que {\displaystyle (x_{n})} est de Cauchy.

## Suite de Cauchy dans un espace uniforme
Dans un espace uniforme, une suite {\displaystyle (x_{n})} est dite de Cauchy lorsque pour tout écart continu {\displaystyle d} sur {\displaystyle X}, il existe un entier naturel {\displaystyle N} tel que pour tout {\displaystyle p,q>N}, on a : {\displaystyle d(x_{p},x_{q})<1}.
Dans des exemples pratiques :
- dans un groupe topologique {\displaystyle G}, une suite {\displaystyle (g_{n})} est dite de Cauchy lorsque pour tout voisinage {\displaystyle V} de l'élément neutre, il existe un entier naturel {\displaystyle N} tel que pour tous {\displaystyle p,q>N}, on a : {\displaystyle g_{p}^{-1}.g_{q}\in V} ;
- en particulier, dans un espace vectoriel topologique {\displaystyle E}, une suite de vecteurs {\displaystyle (u_{n})} est dite de Cauchy lorsque pour tout voisinage {\displaystyle V} de {\textstyle 0}, il existe un entier naturel {\displaystyle N} tel que pour tous {\displaystyle p,q>N}, on a : {\displaystyle u_{q}-u_{p}\in V}.